# Tinder
Tinder è una delle più note applicazioni mobili per incontri. Nel tempo si è ramificata a fornire più servizi, il che la rende più di una generica applicazione di social network.

## Storia
Originariamente inclusa all'interno di Hatch Labs, l'applicazione è stata lanciata nel 2012, ed entro il 2014 si registrava circa un miliardo di "swipes" al giorno. Tinder è tra le prime "swiping apps", in cui l'utente utilizza un movimento di "strisciata" per scegliere tra le foto degli altri utenti.
Tinder è stata fondata da Sean Rad, Jonathan Badeen, Justin Mateen, Joe Munoz, Dinesh Moorjani, Chris Gylczynski, e Whitney Wolfe, che in seguito ha lasciato Tinder per iniziare Bumble. Altre fonti affermano che l'elenco dei fondatori è limitato a Mateen, Rad, e Badeen, anche se questo è stato contestato. Rad e Mateen si conoscevano da quando avevano quattordici anni. In seguito hanno partecipato a USC insieme e sono entrati nel campo imprenditoriale di Internet. Rad ha dichiarato che l'impulso per l'applicazione è stato che "non importa chi sei, ci si sente più a proprio agio quando ci si avvicina a qualcuno se sai che loro vogliono che sia tu ad approcciare loro". Sin dal suo lancio Tinder ha rivoluzionato il mondo del dating online con funzionalità che hanno fatto scuola (swipe, match). Col tempo però sono iniziati a sorgere i primi problemi per i due creators, fra cui la nomea di applicazione per incontri occasionali che incentiva la superficialità e l'oggettificazione sessuale . Al giorno d'oggi, Tinder rimane al centro della cultura del dating e quasi un fenomeno di costume della nostra società.